# Ionisation (Varèse)

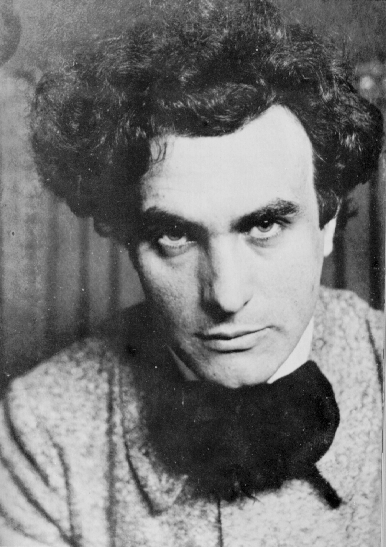
Edgard Varèse

Ionisation (1929–1931) ist eine Komposition von Edgard Varèse für dreizehn Schlagzeuger.

## Instrumentation

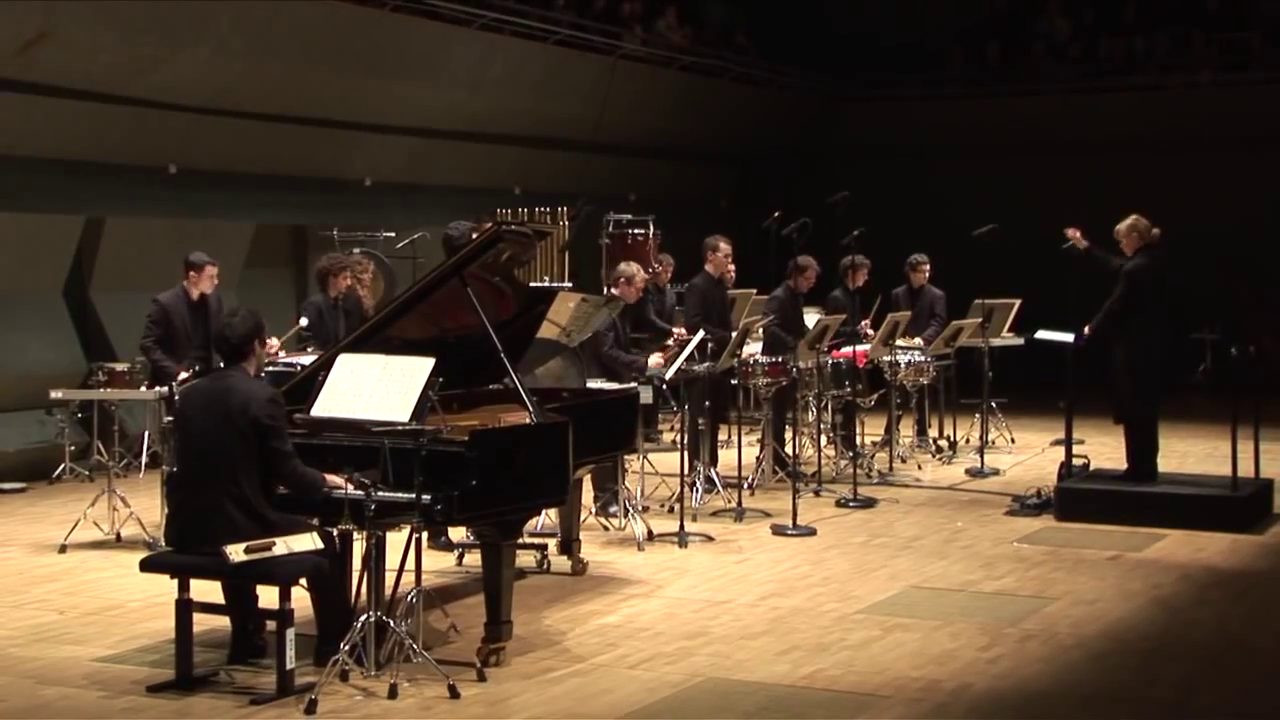
Das Ensemble InterContemporain spielt „Ionisation“ in Paris, dirigiert von Susanna Mälkki.

Das Stück ist mit 43 Instrumenten besetzt:
3 große Trommeln (medium, groß, sehr groß), 2 Tenortrommeln, 2 Snares, Tarole (eine Art Piccolosnare), 2 Bongos, Tamburin, Marschtrommel, Crashbecken, Suspended Becken, 3 Tam-Tams, Gong, 2 Ambosse, 2 Triangeln, Glockenstab, Cowbell, Röhrenglocken, Klaviaturglockenspiel (mit Resonatoren), Klavier, 2 Templeblocks, Claves, Maracas, Kastagnetten, Klapper, Güiro, hohe und tiefe Sirenen und ein „Löwengebrüll“ (eine große Reibetrommel).

## Musik

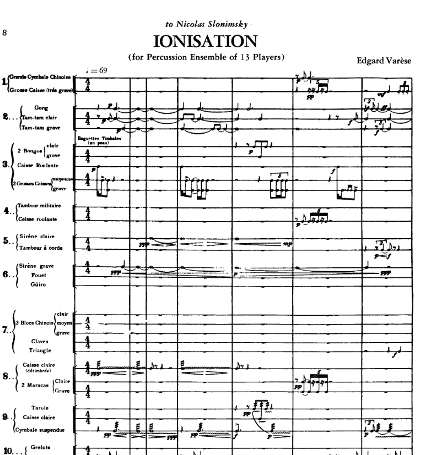
Ausschnitt der Komposition

Der Titel ist nicht zufällig gewählt: so wie Moleküle ionisieren, variieren die musikalischen „Zellen“. Neben physikalischen Phänomenen nannte Varèse auch die futuristischen Künstler Luigi Russolo und Filippo Tommaso Marinetti als Einflüsse für dieses Werk.
Die musikalische Wirkung entsteht durch das sensible und kontrastreiche Zusammenspiel der Instrumente. So gibt es Perkussionsinstrumente ohne feste Stimmung (Bassdrum, Snaredrum, Becken), gestimmte Instrumente wie Klavier und Röhrenglocken, und Instrumente, die eine bewegliche Stimmung haben (Sirene, Löwengebrüll). Es entsteht ein komplexes Gefüge von verschiedenen Rhythmen und Timbres.

## Uraufführung und Aufnahme
Die erste Aufführung fand am 6. März 1933 in der New Yorker Carnegie Chapter Hall statt. Dirigent war Nicolas Slonimsky, dem das Werk später gewidmet wurde.
Ionisation war auch das erste Werk Varèses das in den 1930er Jahren aufgenommen wurde.

## Rezeption
Frank Zappa, ein großer Fan Varèses, behauptete, Ionisation habe ihn inspiriert, eine Musikkarriere einzuschlagen.